# Szilassy Aladár
Idősebb szilasi és pilisi Szilassy Aladár (Buda, 1847. január 30. – Budapest, 1924. december 5.) magyar jogász, ügyvéd, közigazgatási bíró, a közigazgatási bíróság másodelnöke, a Főrendiház tagja, a magyar református közélet vezető személyisége. A Szilassy család tagja.

## Élete
Szilassy József helytartósági tanácsos és Freyburg Paulina (1814–1881) fiaként született. Nagyapja id. Szilassy József koronaőr volt. Gyermekkorát Losonctugáron töltötte. A gimnáziumot Losoncon és Budapesten végezte, majd Budapesten jogot hallgatott. 1868-ban ügyvédi oklevelet szerzett és a vallás- és közoktatásügyi minisztériumban lett fogalmazó, Eötvös József, majd Pauler Tivadar közeli munkatársa volt. 1872-től 1879-ig ügyvédi joggyakorlatát végezte Hodossy Imre mellett, ezután önállóan praktizált Budapesten. Mikor bátyját, a Svájcban élő Szilassy Gyulát (1841–1889) látogatta meg, megismerte a YMCA mozgalmat, és 1883-ban Charles Fermaud, a YMCA genfi központi bizottságának titkára segítségével Kenessey Bélával és Szabó Aladárral együtt megalapította az YMCA első magyarországi szervezetét Budapesti Keresztyén Ifjak Egyesülete néven.1884-ben a budapesti református egyház presbitere lett. 1886-ban pénzügyi közigazgatási bírósághoz bíróvá nevezték ki. 1886-tól 1888-ig a Dunamelléki Református Egyházkerület világi aljegyzője volt, 1887-től 1920-ig pedig a Tolnai Református Egyházmegye gondnokaként is működött. Nagy szerepe volt a Baár-Madas Református Leánynevelő Intézet létrejöttében. 1895-től a Magyar Protestáns Irodalmi Társaság választmányi tagja volt. 1897-ben a közigazgatási bíróság bírája lett, 1905-től tanácselnök, majd Latkóczy Imre lemondása miatt 1909-től másodelnök volt. Hivatalból a magyar főrendiház tagja lett. 1914-ben vonult nyugalomba, ekkor Tisza István miniszterelnök javaslatára és közvetítésével valóságos belső titkos tanácsossá nevezték ki. 1914 februárjában a Keresztyén Ifjúsági Egyesületek Magyar Nemzeti Szövetségének elnöke, 1917-ben pedig a teológia tiszteletbeli doktora lett. Ezt a címet a Debreceni Magyar Királyi Tudományegyetem adományozta neki. A magyar református belmisszió egyik elindítója, a magyarországi református egyház zsinatának és egyetemes konventjének rendes tagja, a dunamelléki egyházkerület világi tanácsbírája és számszékének elnöke, valamint a Baldácsy-alapítvány igazgatóságának helyettes elnöke is volt.
1878. szeptember 12-én vette feleségül Budapesten papi Vizsolyi Máriát (1854–1927), Vizsolyi Gusztáv országgyűlési képviselő és gróf Zichy Mária lányát. Négy gyermekük született:
- ifjabb Szilassy Aladár Gusztáv József (Budapest, 1879. október 8. – Budapest, 1912. április 16.) orvos, az első magyar cserkészcsapat szervezője.[9]
- Szilassy Béla (Budapest, 1881. július 5. – Pekin, Peoria, Illinois, 1962. december 16.)[10] földbirtokos, politikus, nemzetgyűlési szenátor, református egyházkerületi főgondnok. Felesége Földváry Erzsébet (1894–1951).
- Szilassy Mária Paula (Pestszentlőrinc, 1884. szeptember 28. – Budapest, 1974. február 6.).[11] Férje Huszár Aladár, jogász, birtokos, politikus, főispán, Budapest főpolgármestere, az Országos Társadalombiztosító Intézet elnöke.
- Szilassy Paulina (Budapest, 1888. augusztus 2. – 1975).[12] Férje herceg Szulkovszky Viktor (1881–1962).

1889 szeptemberében elhunyt Gyula bátyjának öt kiskorú gyermekét gyámsága alá vette.
1924-ben halt meg Budapesten, Ravasz László püspök búcsúztatta. Losoncon temették el Aladár fia mellé.

## Művei
- A keresztyén munka s ebben az ifjúság szerepe. Budapest, 1892.
- A keresztyén ifjúsági egyesületekről. Budapest, 1896.
- Az ifjúság keresztyén gondozása. Budapest, 1904.